# جوانا راس
جوانا راس (1937–2011) نویسنده، منتقد ادبی و نظریه‌پرداز فمینیست آمریکایی بود که تأثیر عمیقی بر ادبیات علمی‌تخیلی، نظریه‌های فمینیستی و نقد ادبی گذاشت. او به دلیل دیدگاه‌های پیشرو در زمینه جنسیت، قدرت و نابرابری اجتماعی شناخته می‌شود.

## زندگی و تحصیلات
راس در 1937 در برانکس، نیویورک، متولد شد. او در کالج کورنل تحصیل کرد و سپس مدرک کارشناسی ارشد خود را از دانشگاه ییل دریافت کرد. در دوران دانشجویی، به مطالعه فلسفه، ادبیات و نقد اجتماعی علاقه‌مند شد که بعدها در آثارش منعکس شد.

### فعالیت‌های ادبی و فلسفی
راس بیش از هر چیز به عنوان نویسنده‌ای برجسته در ژانر علمی‌تخیلی شناخته می‌شود. رمان "زن مردگونه" (The Female Man) که در سال 1975 منتشر شد، یکی از مهم‌ترین آثار او به شمار می‌رود. این رمان، ترکیبی از داستان علمی‌تخیلی و فلسفه فمینیستی است و به بررسی هویت جنسیتی و روابط قدرت می‌پردازد. او در آثارش از سبک‌های نوآورانه برای به چالش کشیدن نقش‌های جنسیتی سنتی استفاده می‌کرد.

### نقد ادبی و نظریه فمینیستی:
راس مقالات مهمی در نقد ادبی فمینیستی نوشته است که از جمله آن‌ها می‌توان به "چگونه زنان در ادبیات سرکوب می‌شوند؟" اشاره کرد. او در این مقاله نشان می‌دهد که چگونه نویسندگان زن در ادبیات مردسالارانه نادیده گرفته شده یا تحریف شده‌اند. نظریات او در حوزه نقد ادبی و فلسفه فمینیستی تأثیر زیادی بر مطالعات جنسیت و نظریه‌های ادبی معاصر گذاشته است.

## میراث و تأثیرات
جوانا راس نه‌تنها در ادبیات علمی‌تخیلی، بلکه در فلسفه فمینیستی و نقد اجتماعی نیز تأثیر بسزایی داشت. او از جمله کسانی بود که به نقد قدرت و ساختارهای اجتماعی از منظر زنان پرداخت و راه را برای نسل‌های بعدی نویسندگان و متفکران هموار کرد. آثار او همچنان در محافل دانشگاهی و میان علاقه‌مندان به نظریه‌های فمینیستی مورد مطالعه قرار می‌گیرد.